# Hermann Groeber

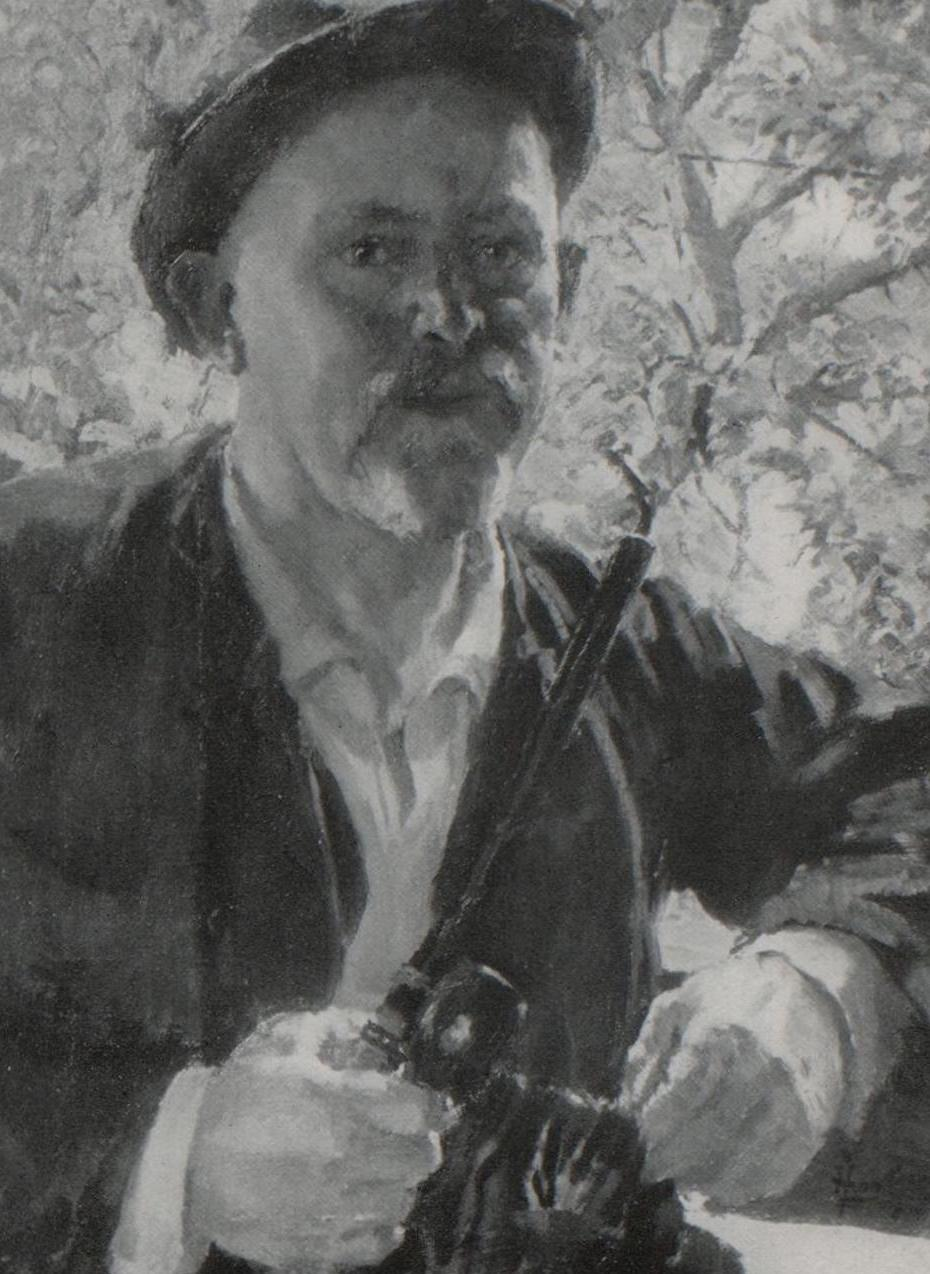
Hermann Groeber, Selbstbildnis

Hermann Groeber  (* 17. Juli 1865 in Wartenberg, Königreich Bayern; † 24. Juni 1935 in Gstadt am Chiemsee) war ein deutscher Maler, der zu seiner Zeit als Porträtist, Landschafts- und Genremaler gefragt war.

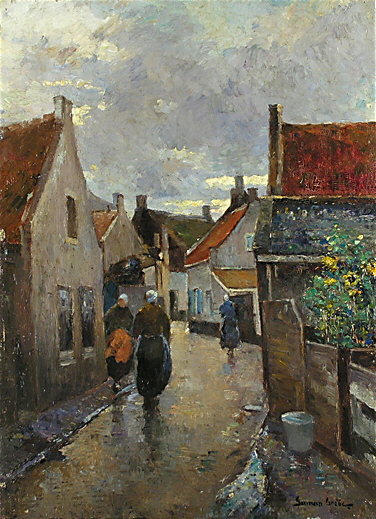
Die Dorfstraße
Ölbild von Hermann Groeber

## Werdegang

### Jugend
Bald nach Groebers Geburt war sein Vater, ein Arzt, nach Eggstätt gezogen. Dort wuchs Hermann auf und verbrachte viel Zeit mit Bauern und Fischern am Chiemsee, sah und erlernte deren Handwerk: Netze spannen, Schlepp- und Hechtangel legen, den Einbaum auf dem See führen.
Das Gymnasium besuchte er in Burghausen. Sein Zeichenlehrer, ein Sohn des Malers Delacruze, erkannte sein überdurchschnittliches Talent, förderte ihn und erreichte beim Vater, dass Groeber an der Kunstakademie in München studieren durfte.
Seit seiner Zeit in der Volksschule in Prien am Chiemsee bis zu den Jahren im Internat des Gymnasiums in Burghausen war er mit Ludwig Thoma eng befreundet. Die Freundschaft währte lebenslang. Von ihr gibt es zahlreiche Dokumente – groeberisch gezeichnet, filserisch geschrieben.

### Studium
Von 1883 bis 1886 studierte er in München bei Wilhelm von Lindenschmit d. J., Nikolaus Gysis und Ludwig von Löfftz. Ausgedehnte Studienreisen nach Holland, Oberitalien und Paris brachten den jungen Maler auch mit den europäischen impressionistischen Kunstrichtungen in Verbindung, blieben aber ohne direkten Einfluss. Seine Bilder sind „nachimpressionistisch“ und behandeln bayerische Themen.
Gleichzeitig war er als zeichnerischer Mitarbeiter der satirischen Wochenzeitschriften Simplicissimus und der Münchner Jugend tätig.

### Werdegang als Künstler
Als selbständig schaffender Maler hatte Groeber bald Erfolg. Hermann Groeber wurde schon bald nach der Gründung des Deutschen Künstlerbundes in diesen als ordentliches Mitglied aufgenommen.
Nach der Berufung von Ludwig Schmid-Reutte nach Karlsruhe übernahm er dessen Aktklasse, die sich bald eines sehr regen Zuspruchs erfreute. 1907 wurde er Leiter der Aktklasse an der Münchener Akademie und ebendort 1911 zum ordentlichen Professor ernannt. Diesen Posten hatte er bis zu seinem Tod 1935 inne.
1911 erhielt er in der Ausstellung im Münchner Glaspalast die Goldene Medaille. Seit 1910 führte der die Kunstchronik von Frauenwörth und nahm ab 1923 regelmäßig an Ausstellungen der Gruppe „Frauenwörther“ teil, deren Vorstand er 1933 übernahm. Einige Mitglieder dieses Vereins, darunter auch Groeber, bildeten die Ankaufskommission der Städtischen Galerie Rosenheim.

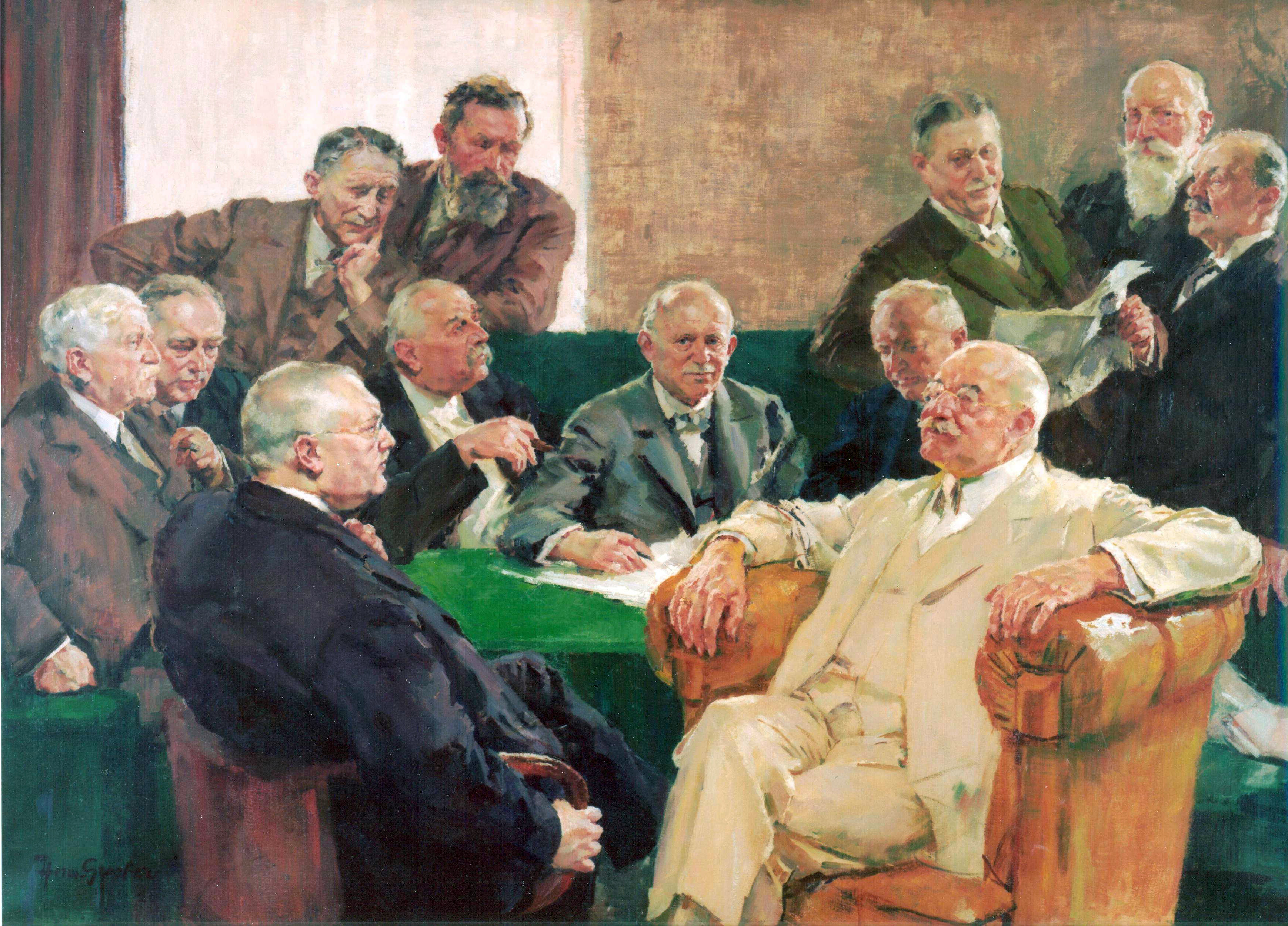
Der Verwaltungsrat der I.G. Farben und der Vorstandsvorsitzende Carl Bosch (links vorne), 1926. Aktueller Standort: Bayer-Archiv in Leverkusen.

Groeber war mit seinen Ölbildern, aber auch als Zeichner auf allen Gebieten der Malerei (Landschaft, Figur, Porträt) anerkannt. In seinem Bild Die Malschüler stellte er erstmals 11 Personen zu einem Gruppenbild vereinigt dar, woraus später weitere Auftragsarbeiten wie z. B. Michelkonzern erwuchsen.
Es bedeutete eine große Anerkennung seines Könnens und Werks, als er 1926 den Auftrag erhielt, den Verwaltungsrat der neu gegründeten I.G. Farben, damals der größte europäische und zugleich größte chemische Konzern der Welt, in einem Gruppenbild zu porträtieren. Bei den zwölf prominenten Porträtierten handelte es sich um Spitzen der deutschen Wirtschaft. Dem elfköpfigen Verwaltungsrat gehörten an: Carl Duisberg (Bayer) als Aufsichtsratsvorsitzender, Walther vom Rath (Hoechst), Theodor Plieninger (Elektron), Ernst von Simson (Agfa), Carl und Arthur von Weinberg (Cassella), Wilhelm Ferdinand Kalle (Kalle), Carl Müller (BASF), Edmund ter Meer (Weiler-ter Meer), Adolf Haeuser (Hoechst) und Franz Oppenheim (Agfa). Zusätzlich ist der Vorstandsvorsitzende Carl Bosch (BASF) dargestellt. Das Bild wurde 1927 im Münchner Glaspalast erstmals ausgestellt und wurde anerkennend aufgenommen.
Groebers geistige Nähe zum Nationalsozialismus manifestierte sich 1928, als er offiziell Förderer der neu gegründeten völkisch gesinnten, antisemitischen Nationalsozialistischen Gesellschaft für Deutsche Kultur wurde, die später in „Kampfbund für deutsche Kultur“ umbenannt wurde. Er war seit 1921/22 Mitglied der NSDAP.

## Wertungen
Der als einer der besten Kenner der Kunst der Jahrhundertwende geltende Autor Siegfried Wichmann schrieb über den Künstler:
„Die farbige Wiedergabe des Lichts entnimmt Hermann Groeber nicht ohne weiteres aus der momentanen Naturerscheinung. Ähnlich wie Fritz von Uhde geht er unter ganz bestimmten Voraussetzungen an die koloristische Durchführung. Und so bleibt ihm das Freilicht im Landschaftsraum nicht die unantastbare Erscheinung, eher ist ihm das Licht Kompositionselement und Stimmungsfaktor zugleich. (...) Als Schüler von Gysis wird Groeber von Anfang an auf das bewegliche Sonnenlicht aufmerksam gemacht: auch Lindemann und Löfftz vermitteln ihm zwischen 1883 und 1886 manchen Hinweis. Als Lehrer an der Münchner Akademie bevorzugt er mehr und mehr scharf umrissene Farbfläche, die in enger Verbindung mit dem linearen Aufbau der späteren Bildkunst von Wilhelm Leibl steht.“
Nach Groebers Tod schrieb Hubert Wilm 1936 in den Münchner Neuesten Nachrichten:
„Groeber war nicht nur ein gottbegnadeter Künstler und eine der markantesten Persönlichkeiten der Münchner Künstlerschaft, er war vor allem auch ein prächtiger, froher, liebenswerter Mensch, eine Künstlernatur, die durch ihr ausgeglichenes Wesen auf einen grossen Kreis von Schaffensgenossen, auf seine zahlreichen Schüler zumal, stets anregend einzuwirken vermochte.“
„Groeber war sein Leben lang ein begeisterter Anhänger der Freilichtmalerei, ein Maler der Wirklichkeit, ein Künstler, der, mit einem außerordentlichen malerischen Temperament und einem ungewöhnlichen Können begabt, allezeit das malte, was sein Auge an Licht- und Farbenwundern der Natur sah.“

## Schüler
- Arnold Fiechter
- Thomas Baumgartner
- Walter Bud
- Hermann Finsterlin
- Erwin Henning
- Leo Sebastian Humer
- Paul Klee
- Hermann Lechner
- Hans Lembke
- Oswald Malura
- Paul Kauzmann
- Alois Schölß

## Ehrungen
- In Wartenberg, Rosenheim und Gstadt am Chiemsee sind Straßen nach Hermann Groeber benannt.